# Wappen des Libanon
Ein amtliches Wappen des Libanon existiert nicht. Faktisch verwendet wird ein der Landesflagge nachempfundenes Wappen, welches einen roten Wappenschild mit einem von unten rechts nach links oben laufenden, silberfarbenen Querbalken zeigt. In dessen Mitte befindet sich im Gegensatz zur Flagge eine naturfarbene Zeder, d. h. mit braunem Stamm. Es wird seit den 1920er Jahren verwendet.